# ماري جو سلاتر
ماري جو سلاتر (بالإنجليزية: Mary Jo Slater)‏ هي مديرة التصوير ‏ ووكيلة مواهب أمريكية، ولدت في 19 أبريل 1946 في نيويورك في الولايات المتحدة.

## وصلات خارجية
- ماري جو سلاتر على موقع IMDb (الإنجليزية)
- ماري جو سلاتر على موقع قاعدة بيانات برودواي على الإنترنت (الإنجليزية)
- ماري جو سلاتر على موقع قاعدة بيانات الفيلم (الإنجليزية)